# Пръчкоопашка
Пръчкоопашките (Stylephorus chordatus) са вид актиноптери, единствен представител на семейство Stylephoridae.
Те са незастрашен вид.
Таксонът е описан за пръв път от Джордж Шоу през 1791 година.